# Хосе Вільянуева
Хосе́ Вільянуе́ва (англ. José Villanueva; 19 березня 1913, Маніла — † 11 листопада 1983) — філіппінський боксер легшої ваги і тренер, призер Олімпійських ігор 1932.
Його син Ентоні Вільянуева теж став боксером і призером Олімпійських ігор 1964.

## Виступ на Олімпіаді 1932
- Переміг Акіру Накао (Японія)
- Програв Горасу Гвінну (Канада)
- Отримав бронзову медаль без бою через відмову Джозефа Ленга (США)

Після завершення виступів працював тренером з боксу.